# 19 (Lied)
19 ist ein Lied von Paul Hardcastle, das von ihm, William Coutourie und Jonas McCord geschrieben wurde. Produzent war ebenfalls Paul Hardcastle. Es handelt sich um ein Instrumental, das mit Spoken-Word-Passagen unterlegt ist, die aus einem Dokumentarfilm über den Vietnamkrieg stammen. Musikalisch wird das Lied dem Electro Funk und New Wave zugeordnet. Die Single wurde im Mai 1985 veröffentlicht und ein Nummer-eins-Hit in 13 Ländern.

## Entstehung

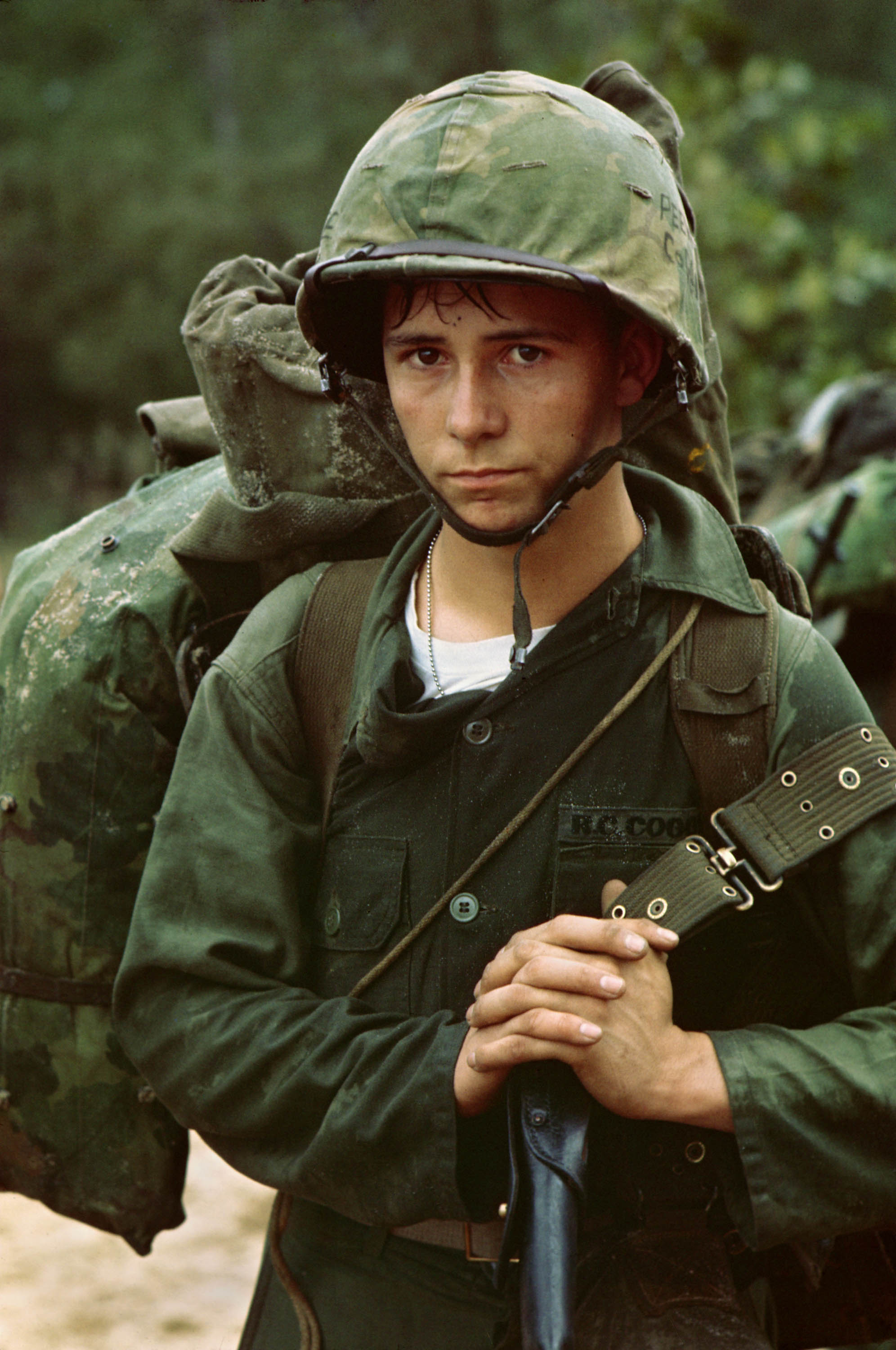
Ein junger amerikanischer Soldat in Vietnam.

Als Hardcastle die Dokumentation Vietnam Requiem über den Vietnamkrieg im Fernsehen gesehen hatte, beeindruckte ihn insbesondere der Umstand, dass das Durchschnittsalter der US-amerikanischen Soldaten in diesem Krieg 19 Jahre war, während das Durchschnittsalter im Zweiten Weltkrieg noch 26 Jahre betragen hatte. Hardcastle hatte sich gerade ein Tonstudio eingerichtet und einen Sampler zugelegt. Beim Experimentieren mit dem Instrument hatte Hardcastle das von ihm gesprochene Wort nineteen (englisch für neunzehn) zwar aufgenommen, aber nicht bedacht, dass er für ein Playback dieser Aufnahme die Abspieltaste gedrückt halten muss. Stattdessen drückte er die Taste mehrfach hintereinander, woraus das für das Lied charakteristische stakkatohafte ni-ni-ni-nineteen entstand. Den Electro-Funk-Rhythmus kombinierte Hardcastle mit Sprachsamples aus der Fernsehdokumentation, weshalb deren Autoren William Coutourie und Jonas McCord Credits als Songwriter erhielten. Den Refrain unterlegte er mit einem Frauenchor. Peter Thomas, der Sprecher der Dokumentation, zeigte sich zunächst wenig begeistert von der Übernahme seiner gesprochenen Passagen, gab aber sein Einverständnis.

## Veröffentlichung
Die Single wurde im Mai 1985 anlässlich des 10. Jahrestages des Endes des Vietnamkriegs veröffentlicht.

## Rezeption und Kontroversen
Der Text des Liedes wurde von Teilen der US-amerikanischen Musikpresse als zu oberflächlich angesehen. So bezeichnete im August 1985 der Kolumnist beim Musikmagazin Spin, John Leland, 19 als „Ärgernis“. Er kritisierte das alleinige Abheben auf das Durchschnittsalter der Soldaten und schrieb:

“But that isn’t the full reason that the war was unconscionable, and Hardcastle ignores the rest of the story. […] What is Hardcastles point: that we should use older dudes to level Managua?”

„Doch das ist nicht der wahre Grund, weshalb der Krieg so skrupellos war, und Hardcastle blendet den Rest der Geschichte aus. […] Was ist Hardcastles Argument: dass wir Managua von älteren Jungs platt machen lassen sollten?“

Tatsächlich war das Durchschnittsalter der amerikanischen Soldaten höher. Das Durchschnittsalter der getöteten amerikanischen Soldaten betrug 23 Jahre.
Anders als in den Vereinigten Staaten wurde das Lied in Europa vor dem Hintergrund der Friedensbewegung, die sich gegen den NATO-Doppelbeschluss richtete, als Anti-Kriegs-Lied verstanden. Für Kontroversen sorgte zudem das Musikvideo, weil deren Macher darin Ausschnitte aus der Dokumentation Vietnam Requiem des Fernsehsenders ABC verwendeten, die über die erteilte Genehmigung hinausgingen. Somit musste das Video neu geschnitten und die entsprechenden Ausschnitte durch Videosamples mit ähnlichem Inhalt ersetzt werden.
Schließlich wurde Hardcastle von Mike Oldfield verklagt, weil die Melodie von 19 der seines Liedes Tubular Bells ähnele. Oldfield hatte Erfolg und erhielt einen Teil der Tantiemen.

## Kommerzieller Erfolg

### Chartplatzierungen
Das Stück erreichte in insgesamt 13 Ländern Platz 1 der Hitparade, darunter in Deutschland, Österreich, der Schweiz, Großbritannien, Italien, den Niederlanden, Schweden, Norwegen und Neuseeland. In den Billboard Hot 100 erreichte das Lied im Juni 1985 Platz 15, dort blieb das Lied Hardcastles einziger Hit.
| ChartsChartplatzierungen       | Höchstplatzierung | Wochen |
| ------------------------------ | ----------------- | ------ |
| Deutschland (GfK)              | 1 (18 Wo.)        | 18     |
| Österreich (Ö3)                | 1 (14 Wo.)        | 14     |
| Schweiz (IFPI)                 | 1 (15 Wo.)        | 15     |
| Vereinigte Staaten (Billboard) | 15 (14 Wo.)       | 14     |
| Vereinigtes Königreich (OCC)   | 1 (17 Wo.)        | 17     |

| ChartsJahrescharts (1985)    | Platzierung |
| ---------------------------- | ----------- |
| Deutschland (GfK)            | 3           |
| Österreich (Ö3)              | 14          |
| Schweiz (IFPI)               | 7           |
| Vereinigtes Königreich (OCC) | 4           |

### Auszeichnungen für Musikverkäufe
Die Single erhielt in Deutschland eine Goldene Schallplatte Insgesamt verkaufte sich die Single weltweit über vier Millionen Mal.
| Land/Region                  | Auszeichnungen für Musikverkäufe (Land/Region, Auszeichnung, Verkäufe) | Verkäufe |
| ---------------------------- | ---------------------------------------------------------------------- | -------- |
| Deutschland (BVMI)           | Gold                                                                   | 250.000  |
| Vereinigtes Königreich (BPI) | Gold                                                                   | 500.000  |
| Insgesamt                    | 2× Gold ·                                                              | 750.000  |

## Remixe und Coverversionen
Zwischen 1985 und 1995 erschienen fünf Sprachversionen und 22 offizielle Mixes. Auch wurden anderssprachige Versionen von 19 produziert, wobei die Samples des Originals sinngemäß übersetzt und von bekannten Nachrichtensprechern der Zielsprache neu eingesprochen wurden. So gab es unter anderem eine deutsche (gesprochen von Werner Veigel), eine französische (gesprochen von Yves Mourousi), eine spanische (gesprochen von Jesus Pozo) und eine japanische Version (gesprochen von Kango Kobayashi).
Weitere Coverversionen wurden veröffentlicht:
- 1998: Interactive
- 2003: Criss Source

Am 19. April 2010 veröffentlichte Hardcastle einen Remix des Liedes, der sich gegen den Krieg in Afghanistan seit 2001 richtete.